# Juan Pablo Magallanes
Juan Pablo Magallanes Aranda (Léon, 6 februari 1982) is een Mexiaans voormalig wielrenner.

## Belangrijkste overwinningen
2006
- 5e etappe Ronde van Chihuahua

2007
- Mexicaans kampioen op de weg, Elite
- Mexicaans kampioen tijdrijden, Elite
- 3e etappe Ronde van El Salvador
- 10e etappe Ronde van Colombia

2009
- 1e etappe Ronde van Mexico

2013
- 1e etappe Ronde van Guatemala
- 4e etappe Ronde van Guatemala

Balducci · Bertagnolli · Bonomi · Bucciero · Casagranda · Celestino · Commesso · Cunego · Di Luca · Fornaciari · Fuentes · Gavazzi · Glomser · Loosli · Ludewig · Matzbacher · Mazzoleni · Petrov · Pieri · Sabaliauskas · Simoni · Spezialetti · Štangelj · Szmyd · Tonti · Bates (stagiair) · Franzoi (stagiair) · Magallanes (stagiair)
Alzate · 
Chadwick · 
Macías ·
Magallanes ·
Mancebo ·
Peña ·
Sarabia ·
Sevilla